# Kanton Paimbœuf
Paimbœuf is een voormalig kanton van het Franse departement Loire-Atlantique. Het kanton maakte deel uit van het arrondissement Saint-Nazaire. Het werd opgeheven bij decreet van 25 februari 2014 met uitwerking op 23 maart 2015.

## Gemeenten
Het kanton Paimbœuf omvatte de volgende gemeenten:
- Corsept
- Paimbœuf (hoofdplaats)
- Saint-Brevin-les-Pins